# Éster de borato
Os ésteres de borato são compostos orgânicos preparados pela reação de condensação estequiométrica do ácido bórico com álcoois. Existem duas classes principais de ésteres de borato: ortoboratos, B(OR) 3 e metaboratos, B3O 3(OR) 3 . Metaboratos contêm anéis de boroxina de 6 membros. 

O trimetil borato é um éster de borato popular usado na síntese orgânica.

B (OH) 3 + 3 ROH → B (OR) 3 + 3 H2O
3 B (OH) 3 + 3 ROH → B 3 O 3 (OR) 3 + 6 H 2 O
Um agente desidratante, como ácido sulfúrico concentrado , é normalmente adicionado. Os ésteres de borato são voláteis e podem ser purificados por destilação. Este procedimento é utilizado, por exemplo, para análise de boro no aço.  Como todos os compostos de boro, os boratos de alquila queimam com uma chama verde característica. Essa propriedade é usada para determinar a presença de boro na análise qualitativa.
Os ésteres de metaborato mostram considerável acidez de Lewis e podem iniciar reações de polimerização de epóxido. A acidez de Lewis dos ésteres de ortoborato, determinada pelo método de Gutmann-Beckett, é relativamente baixa.
O borato de trimetila, B (OCH3) 3, é utilizado como um precursor para ésteres borónicos para acoplamentos de Suzuki:  ésteres de borato assimétricos são preparados a partir de alquilação de borato de trimetila:
ArMgBr + B (OCH3) 3 → MgBrOCH 3 + ArB (OCH3)2
ArB (OCH 3 ) 2 + 2H 2 O → ArB (OH) 2 + 2HOCH 3
Esses ésteres hidrolisam em ácidos borônicos, usados em acoplamentos Suzuki .